# Blackie

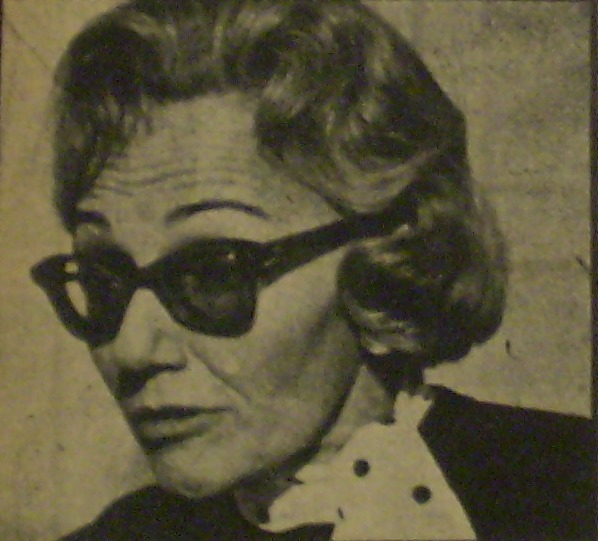
En 1969 (Revista Gente)

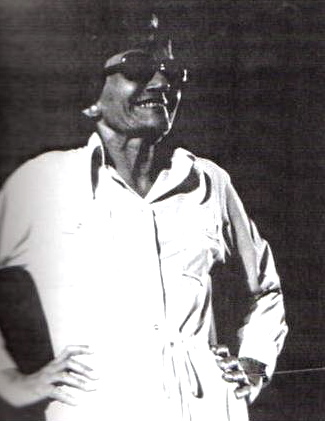
Blackie hacia 1970.

Paloma Efron, conocida como «Blackie» (Basavilbaso, 6 de diciembre de 1912-Buenos Aires, 3 de septiembre de 1977) fue una periodista, conductora pionera de la radio y televisión argentina, y en sus comienzos, cantante de música jazz. En su homenaje el 6 de diciembre es el día del productor de radio y televisión argentino. Blackie es considerada la primera cantante profesional de jazz de Argentina.

## Comienzos como cantante
Nació con el nombre de Paloma Efron en el seno de una familia judía en Basavilbaso, provincia de Entre Ríos, una de las colonias de inmigrantes judíos en esa provincia argentina.
Cuando tenía cinco años, la familia se trasladó a Buenos Aires y al finalizar la escuela primaria creyó que su vocación era la química y más tarde entró a trabajar como bibliotecaria en el Instituto Cultural Argentino-Estadounidense. Allí decidió empezar a cantar, lo que le permitió no solo actuar con continuidad en la radio, sino también entrar en los círculos intelectuales y ganar nuevos espacios. Por cuidar a su madre gravemente enferma había dejado de estudiar a nivel formal pero aprendió a dominar el inglés, el francés, el italiano, el portugués, el alemán y el hebreo.
Cantante aficionada, a las tradicionales canciones en ídish que aprendió en su infancia fue sumando un repertorio de música góspel y jazz. En 1934 (a los 21 años de edad) se presentó al concurso de Radio Stentor y ganó cantando «Stormy weather». El empresario Jaime Yankelevich le ofreció un contrato para cantar tangos, pero ella continuó con el jazz. Su padre, maestro de escuela, la impulsó a ir a Estados Unidos a estudiar este género y profundizar en la cultura afroestadounidense que la apasionaba, diciéndole: «Usted es una mentirosa, porque canta el folclore de un pueblo que no conoce: ¡vaya y aprenda!».
Allí vivió siete años. Estudió Antropología en la Universidad de Columbia -donde su hermano David era profesor- y trabó relación con figuras como Marian Anderson, Louis Armstrong, Duke Ellington, Count Basie y Ella Fitzgerald.

## Radio y televisión
Regresó a Buenos Aires con el seudónimo Blackie ("negrita") y trabajó en el Teatro Maipo con Pepe Arias.
Allí conocerá a quien sería su marido durante diez años, el escritor Carlos Olivari. En 1952 (a los 39 años de edad) cantó en el Tropicana y comenzó a interesarse por la radio y por la innovadora televisión.
Inició su legendaria carrera en la radio con programas como:
- La historia del jazz (Radio Belgrano)
- Prensa visual (Radio Antártida)
- El show de las estrellas (Radio Antártida)
- Volver a vivir (Radio Argentina)
- Derecho a réplica (Primer programa sobre política en Radio Argentina)
- La mujer (Radio Splendid)
- Tarde, bien tarde(Radio Splendid)
- Diálogos con Blackie (Radio El Mundo, 1970).
- La mujer y la tarde (Radio El Mundo)
- Tres mujeres y Knittax, junto a Ulises Barrera (Radio El Mundo, 1975).
- Domingos estelares (1975) y otros.(Radio El Mundo)

En televisión fue la decana de las periodistas en vivo, con Cita con las estrellas, que la llevó a dirigir el Canal 7 con Cecilio Madanes.
Se dedicó a la producción integral de programas tan dispares como Odol pregunta y Titanes en el ring. Impulsó varias carreras, entre ellas las de:
- Nélida Lobato (bailarina, modelo y vedette),
- Tato Bores (showman y humorista político),
- María Herminia Avellaneda (directora de cine y TV),
- Bernardo Neustadt (periodista),
- Los Huanca Huá (grupo folclórico),
- Marikena Monti (cantante de tangos),
- Susana Rinaldi (cantante de tangos),
- Carlos D'Agostino (locutor) y
- Roberto Galán (conductor de televisión).

Su programa más famoso fue Volver a vivir (versión argentina del programa de la televisión estadounidense This is your life).
En 1976 retornó a la TV argentina como conductora del ciclo La mujer, que se emitía por Canal 9, con la colaboración de Horacio de Dios, Dionisia Fontán, Jorge D'Urbano, Carlos Burone y Bernardo Ezequiel Koremblit, entre otros.
Fue internada a causa de una úlcera estomacal pero después de la operación sufrió un infarto.
Murió el 3 de septiembre de 1977 (a los 64 años de edad), en Buenos Aires.
Desde junio de 1997, una plazoleta en Buenos Aires lleva su nombre.
En la inauguración, Bernardo Ezequiel Koremblit expresó: «[Blackie] Tenía un talento y una inteligencia inusuales y un carácter estricto, fruto de su enorme sabiduría».

## Filmografía
- Blackie, una vida en blanco y negro (2012) documental de Alberto Ponce[27]

- ¿Qué es el otoño? (1977)
- Viaje de una noche de verano (1965)
- Corrientes... calle de ensueños! (1949)
- Cristina (1946)

## Teatro
En teatro integró, en 1948, la Compañía de Comedias Musicales encabezada por Juan Carlos Thorry- Delia Garcés- Mariano Mores, que se estrenó en el Teatro Presidente Alvear. Junto a otros integrantes como Adelaida Soler, Susana Vargas, Nany Montec, Benita Puértolas y Pedro Pompillo, debutaron con la obra El otro yo de Marcela, dirigido por Román Viñoly Barreto.